# 賈師順
贾师顺（?—?），唐朝官员，岐州（今陕西省凤翔县）人。
唐玄宗开元年间，贾师顺担任常乐（今甘肃省瓜州县西南）县令时，吐蕃攻城。贾师顺率众坚守县城，抗击了吐蕃的多日围攻。吐蕃悉诺逻派人劝降，贾师顺不从。又派人索取财物，他把士卒脱下的衣裳作为财赂。悉诺逻知道城中没有财帛，于是夜间撤营而去。贾师顺因功开元二十一年（733年）任鄯州都督、陇右节度使，终官左领军将军。